# Pau Martí
Pau Martí Soriano (* 24. November 2004 in Moixent) ist ein spanischer Radrennfahrer, der im Straßenradsport aktiv ist.

## Sportlicher Werdegang
Als Junior war Martí Mitglied der Nationalmannschaft und startete bei internationalen Meisterschafzten und im UCI Men Juniors Nations’ Cup, blieb aber ohne Spitzenplatzierungen. Mit dem Wechsel in die U23 wurde er 2023 Mitglied in der Israel Premier Tech Academy. Mit dem dritten Platz beim Flèche Ardennaise 2024 erzielte er seine erste Podiumsplatzierung. Beim Giro Next Gen im selben Jahr, einem der wichtigsten Rennen in der U23, fuhr er einen dritten Etappenrang und dem dritten Gesamtrang ein. 2025 verpasste er als Etappenzweiter bei der Volta ao Alentejo noch knapp seinen ersten Sieg. Im Mai 2025 gewann er im Trikot der Nationalmannschaft die U23-Friedensfahrt im Rahmen des UCI Nations’ Cup.

## Erfolge
2025
- Gesamtswertung Course de la Paix Grand Prix Jeseníky
- eine Etappe Portugal-Rundfahrt